# Alliance (Schiff, 1988)
Die Alliance ist ein Forschungs- und Messschiff des Centre for Maritime Research and Experimentation (CMRE). Das Schiff ist das größere der beiden Schiffe des CMRE. Es galt bei seiner Indienststellung als leisestes motorgetriebenes Überwasserschiff der Welt.

## Geschichte
Die Alliance wurde unter der Baunummer 921 auf der Fincantieri-Werft in Muggiano bei La Spezia gebaut. Die Kiellegung erfolgte am 18. Juni 1984. Das Schiff wurde 1988 in Dienst gestellt. Es gehört dem NATO-Forschungsinstitut Centre for Maritime Research and Experimentation. Bis Ende 2015 führte das Schiff die deutsche Bundesdienstflagge und wurde von einem im schottischen Glasgow ansässigen Unternehmen bereedert. Entsprechend war die Schiffsführung deutscher Staatsbürgerschaft und die übrigen Offiziere und die Besatzung überwiegend britischer und italienischer Nationalität. Seit dem 1. Januar 2016 wird die Alliance (A 5345) zusammen mit der kleineren Leonardo (A 5301) von der italienischen Marine betrieben. Beheimatet ist das Schiff weiterhin in der Marinebasis La Spezia.

## Beschreibung
Die Besatzung des Schiffes besteht aus etwa 24 Personen. Für Forschungs- und Erprobungsaufgaben können weitere 24 Personen eingeschifft werden. Das Schiff kann bis zu 26 Tage auf See bleiben.
Der Antrieb des Schiffes erfolgt dieselelektrisch. Für die Stromerzeugung stehen zwei Zwölfzylinder-Dieselmotoren mit je 1.890 kW Leistung als Hauptantrieb sowie als Hilfsantrieb eine Gasturbine mit 1.430 kW Leistung zur Verfügung. Die Betriebseinrichtungen sind geräuschgedämpft und so gelagert, dass sie möglichst wenig Schallemissionen an das Wasser abgeben. Die Alliance verfügt über 370 m² Labor- und Werkstattfläche und ein Arbeitsdeck von 400 m², das mit vier verschiedenen Kränen ausgerüstet ist und bis zu sechs 20'-Container aufnehmen kann. Mehrere Winden erlauben die Entnahme von Wasser- und Bodenproben. Die Alliance kann mit einer Zugkraft von 20 t Geräte nachschleppen.  Außerdem stehen drei Festrumpfschlauchboote als Beiboote zur Verfügung.

## Trivia
An Bord des Schiffes wurden Teile des 2004 erschienenen Spielfilms Die Tiefseetaucher gedreht.